# Malenahalli Kaval, Holalkere
Malenahalli Kaval là một làng thuộc tehsil Holalkere, huyện Chitradurga, bang Karnataka, Ấn Độ.